# Cinobaňa
Cinobaňa (em  alemão: Frauenberg; húngaro: Szinóbánya) é um município da Eslováquia, situado no distrito de Poltár, na região de Banská Bystrica. Tem 39,23 km² de área e sua população em 2018 foi estimada em 2.240 habitantes.

## Demografia
| Ano:        | 1994 | 2004   | 2014   | 2024    |
| ----------- | ---- | ------ | ------ | ------- |
| Broj ljudi: | 2407 | 2358   | 2303   | 1964    |
| Razlika:    |      | -2,03% | -2,33% | -14,71% |

| Ano:               | 2023 | 2024   |
| ------------------ | ---- | ------ |
| Número de pessoas: | 1995 | 1964   |
| Diferença:         |      | -1,55% |